# Ambajogai
Ambajogai oder Ambajegai (Marathi: अंबाजोगाई) ist eine traditionsreiche Stadt mit knapp 80.000 Einwohnern im Distrikt Beed im indischen Bundesstaat Maharashtra.

## Lage
Ambajogai liegt in der Marathwada-Region auf dem Dekkan-Plateau auf der Südseite der maximal ca. 900 m hohen Balaghat Range in einer Höhe von ca. 640 m. Nächstgrößere Städte sind Beed (ca. 95 km Fahrtstrecke nordwestlich) und Latur (ca. 50 km südöstlich). Das Klima ist subtropisch warm; Regen (ca. 820 mm/Jahr) fällt nahezu ausschließlich während der sommerlichen Monsunzeit.

## Bevölkerung
Offizielle Bevölkerungsstatistiken werden erst seit 1991 geführt und regelmäßig veröffentlicht. Der Bevölkerungszuwachs der letzten Jahrzehnte ist im Wesentlichen auf die anhaltende Zuwanderung von Familien aus dem Umland zurückzuführen.
| Jahr      | 1991   | 2001   | 2011   |
| Einwohner | 57.159 | 69.478 | 73.975 |

Gut 60,5 % der Einwohner sind Hindus, gut 30,5 % sind Moslems und gut 4,5 % sind Jains; andere Religionen wie Christen, Sikhs etc. bilden zahlenmäßig kleine Minderheiten. Der männliche Bevölkerungsanteil ist um ca. 7 % höher als der weibliche.

## Wirtschaft
Die Landwirtschaft bildet die Lebensgrundlage der Region; im Ort selbst haben sich Händler, Handwerker und Dienstleister aller Art niedergelassen.

## Geschichte
Über die mittelalterliche Geschichte des Ortes und der gesamten Region ist nur wenig bekannt; wahrscheinlich herrschte hier die in Daulatabad ansässige Yadava- oder Seuna-Dynastie. Im 13. Jahrhundert übernahmen das Sultanat von Delhi, später dann das in Gulbarga und Bidar residierende Bahmani-Sultanat (bis ca. 1490) die Macht. Ab dem Jahr 1656 weitete der Mogul-Herrscher Aurangzeb in mehreren Feldzügen seine Macht auch auf den Dekkan aus. In der Phase des Niedergangs des Mogulreiches okkupierte der hiesige Statthalter Asaf Jah I., der später den Titel Nizam-ul-Mulk (Urdu: نظام‌الملک = „Ordner des Reiches“) erhielt, die Macht und begründete den Fürstenstaat Hyderabad, zu dem auch die Marathwada-Region bis zum Jahr 1956 gehörte.

## Sehenswürdigkeiten

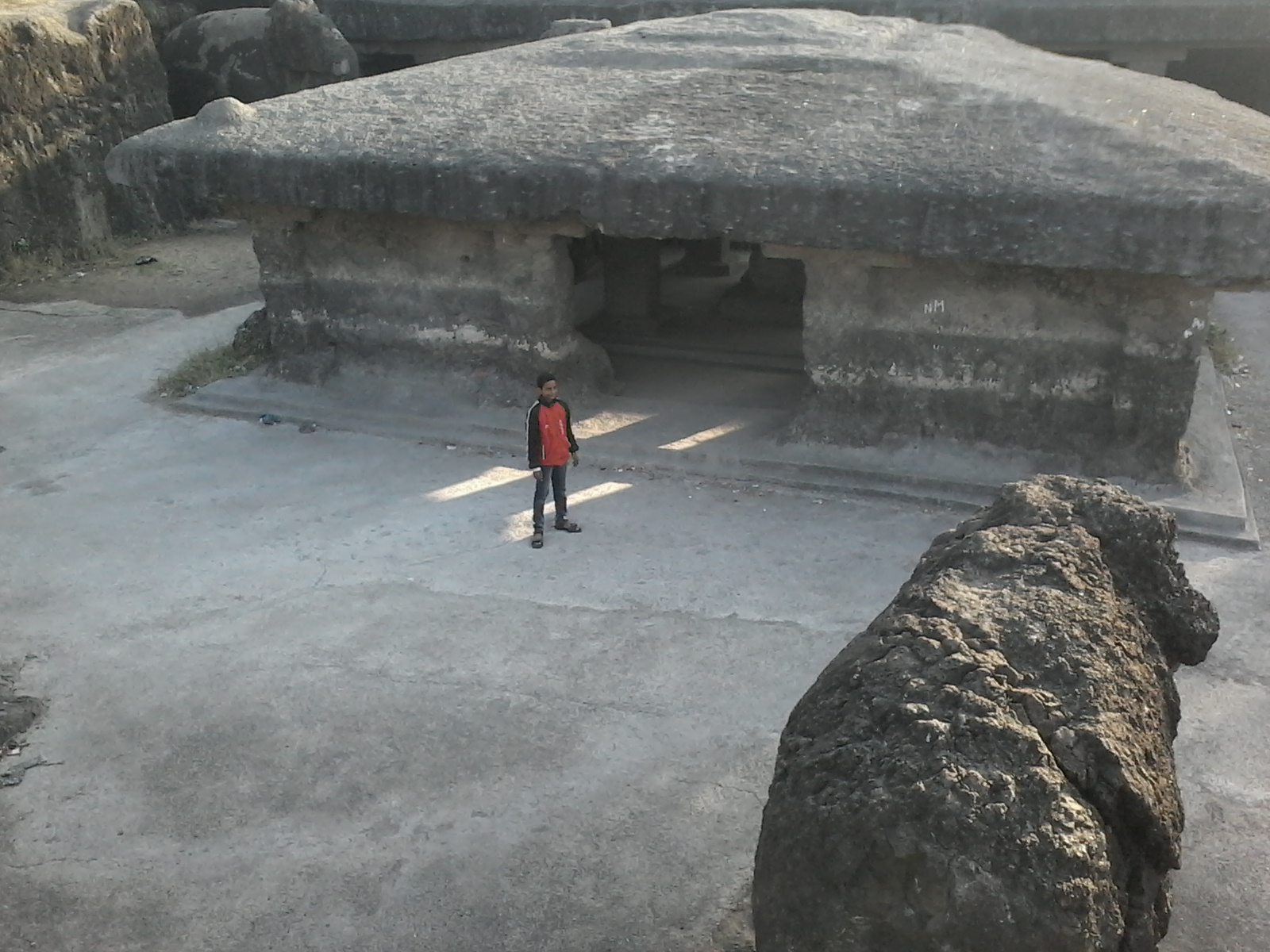
Ambejogai, Nandi-Schrein in den Shivleni-Höhlen

- Der der örtlich verehrten Göttin Ambabai geweihte Yogeshwari-Tempel liegt auf dem Ostufer des nur in der Monsunzeit wasserführenden Jayanti-Flusses. Der eigentliche Tempel scheint mittelalterlichen Ursprungs zu sein; sein Shikhara-Turm stammt jedoch aus der Nach-Mogulzeit und ist mit buntbemalten Figuren in verschiedenen Nischenarchitekturen geschmückt. In der Cella (garbhagriha) befindet sich ein fremdartig anmutendes Kultbild der Göttin. Im großen Eingangstorbau ist ein Bereich für Musikanten (naqqarkhana) untergebracht.
- Die Namen anderer Tempel im Ort Sakleshwar, Kholeshwar, Kashivishwanath oder Amruteshwar muten ebenfalls fremdartig an; sie sind jedoch zumeist einem Aspekt Shivas geweiht.
- Ein Jain-Tempel inmitten des Ortes beherbergt zwei mittelalterliche Bildnisse der meditierenden Tirthankaras Vimalanatha und Parshvanata.
- Die aus dem Fels heraus gehauenen Shivleni-Caves befinden sich ca. 500 m nordwestlich des Yogeshwari-Tempels. Sie werden dem 11. Jahrhundert zugerechnet und bestehen aus einer Tempelhöhle, einem davor freistehenden Nandi-Schrein sowie zwei Elefantenskulpturen.